# Divoká jízda (film, 1960)
Divoká jízda (v anglickém originále The Wild Ride) je americký kriminální film z roku 1960. Režisérem filmu je Harvey Berman. Hlavní role ve filmu ztvárnili Jack Nicholson, Georgianna Carter, Robert Bean, Carol Bigby a John Bologni.

## Obsazení
| Jack Nicholson       | Johnny Varron |
| Georgianna Carter    | Nancy         |
| Robert Bean          | Dave          |
| Carol Bigby          | Joyce         |
| John Bologni         | Barny         |
| Gary Espinosa        | Cliff         |
| Judith Tresize       | Ann           |
| Wesley Marie Tackitt |               |